# Boeckella klutei
Boeckella klutei is een eenoogkreeftjessoort uit de familie van de Centropagidae. De wetenschappelijke naam van de soort is voor het eerst geldig gepubliceerd in 1926 door Brehm.